# Haute-Kontz
Haute-Kontz (deutsch Oberkontz, lothringisch Uewer-Konz) ist eine französische Gemeinde mit 550 Einwohnern (Stand 1. Januar 2022) im Département Moselle in der Region Grand Est (bis 2015 Lothringen). Sie gehört zum Arrondissement Thionville und zum Gemeindeverband Communauté de communes de Cattenom et Environs.

## Geografie
Haute-Kontz liegt nahe dem Dreiländereck Luxemburg-Frankreich-Deutschland, an der Mündung der Gander in die Mosel auf einer Höhe zwischen 145 und 286 m über dem Meeresspiegel. Das Gemeindegebiet umfasst 6,44 km².

## Geschichte
Am gold-blaue Wappen erkennt man die frühere Zugehörigkeit zur Herrschaft Rodemach. Die drei Muscheln erinnern an die Propstei von Sierck, die in Haute-Kontz Besitz hatte.
Durch die Bestimmungen im Frieden von Vincennes kam Sierck „mit seinen dreißig Dörfern“ (dabei auch Haute-Contz) 1661 zu Frankreich.

### Bevölkerungsentwicklung
| Jahr      | 1962 | 1968 | 1975 | 1982 | 1990 | 1999 | 2007 | 2019 |
| Einwohner | 372  | 361  | 362  | 369  | 395  | 439  | 506  | 584  |

## Sehenswürdigkeiten

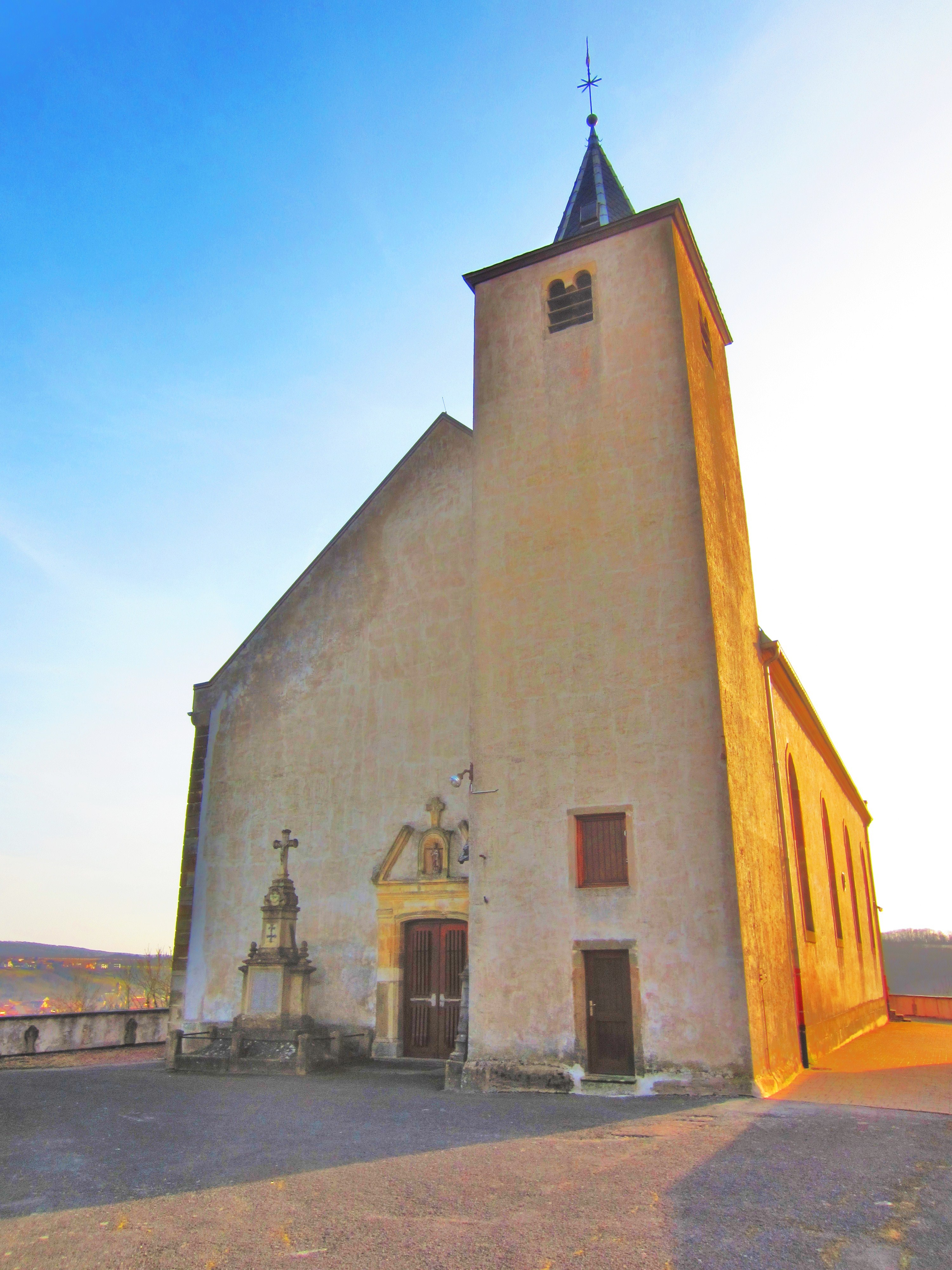
Pfarrkirche Saint-Hubert

- Pfarrkirche Saint-Hubert mit einem Glockenturm aus dem 12. Jahrhundert, Langhaus und Chor wurden 1734 errichtet; Sakristeien in der zweiten Hälfte des 19. Jahrhunderts
- Reste einer römischen Villa

## Belege
1. ↑  Wappenbeschreibung auf genealogie-lorraine.fr (französisch)